# ديفيد كوبيو
ديفيد كوبيو (بالإسبانية: David García Cubillo)‏ (6 يناير 1978 بمدريد في إسبانيا - ) هو مدرب كرة قدم ولاعب كرة قدم إسباني في مركز الوسط. لعب مع أتلتيكو مدريد ب وأتلتيكو مدريد ورايو فايكانو وريكرياتيفو ونادي خيتافي ونادي خيريث ونادي فوينلابرادا ونادي كونكينسي.

## روابط خارجية
- ديفيد كوبيو على موقع قاعدة بيانات كرة القدم.إي يو (الإنجليزية)
- ديفيد كوبيو على موقع AS.com (الإسبانية)